# Masturus
Masturus is een monotypisch geslacht van straalvinnige vissen uit de familie van maanvissen (Molidae). Het geslacht is voor het eerst wetenschappelijk beschreven in 1884 door Gill.

## Soort
- Masturus lanceolatus (Liénard, 1840)